# 1984年夏季残疾人奥林匹克运动会中国代表团
1984年夏季残疾人奥林匹克运动会中国代表团是中国派出的1984年夏季残疾人奥林匹克运动会代表团。获得2枚金牌、12枚银牌和8枚铜牌。